# Fernando Almansa
José Fernando de Almansa y Moreno-Barreda (Granada, 4 de octubre de 1948), X vizconde del Castillo de Almansa y grande de España, es un diplomático español que se desempeñó como fue jefe de la Casa de Su Majestad el Rey entre 1993 y 2002.

## Biografía
Hijo de Fernando de Almansa y Valverde, X marqués del Cadimo y IX vizconde del Castillo de Almansa, y Francisca Moreno Barreda y Agrela. Su padre le cedió el vizcondado en 1970.
Estudió Derecho en la Universidad de Deusto e ingresó en la carrera diplomática en 1974, estando destinado en sus primeros años en las embajadas de Bruselas y Ciudad de México. Posteriormente, en 1982 fue destinado a los servicios centrales del Ministerio de Asuntos Exteriores en Madrid, donde pasó por diferentes órganos menores hasta ser nombrado subdirector general de Seguridad y Desarme en 1983.
Al año siguiente, regresó al exterior como consejero político en la Representación Permanente de España ante la OTAN y, en 1988, fue destinado a la embajada de España ante la Unión Soviética. De vuelta en Madrid, en 1990 fue nombrado secretario general de la Comisión Nacional para la Conmemoración del V Centenario del Descubrimiento de América y, más tarde, subdirector general de Europa Oriental.
En enero de 1993, el rey Juan Carlos I le nombró jefe de su Real Casa, relevando en el cargo al Conde de Latores. La incorporación de Almansa a la Casa del Rey supuso que, por primera vez en democracia, un diplomático ocupara su Jefatura.
A principios del año 2002 la Casa Real anunció que, a final de año, el vizconde dejaría el cargo. Unos meses antes de su cese, en junio de 2002, el rey le concedió la Grandeza de España, para unir esta a su título nobiliario. Como estaba previsto, cesó en diciembre de dicho año, siendo recompensado por sus servicios con la Gran Cruz de la Real y Distinguida Orden Española de Carlos III.
Tras su cese pasó a ser consejero privado del monarca y, en el ámbito profesional, formó parte de varios consejos de administración de empresas como Telefónica y del Patronato de los Premios Príncipe de Asturias.

## Vida personal
En 1973 se casó con María Dolores de Uribe Contreras Acuña y Gómez de las Cortinas (fallecida en 1996), con quien tuvo tres hijos: Fernando, Natividad y Almudena.

## Títulos y tratamientos
Esta tabla aún no está actualizada. Puedes contribuir aportando información sobre títulos y tratamientos de esta persona.
| Predecesor: Sabino Fernández Campo | Jefe de la Casa de Su Majestad el Rey 1993-2002 | Sucesor: Alberto Aza |